# Thomas de Bayeux
Thomas de Bayeux, décédé le 18 novembre 1100, est archevêque d'York de 1070 à 1100. Normand d'origine, il est fidèle au nouveau roi Guillaume ainsi qu'à ses successeurs normands. Son épiscopat est particulièrement marqué par le début de la lutte pour l'indépendance de son diocèse vis-à-vis de Cantorbéry.

## Jeunesse

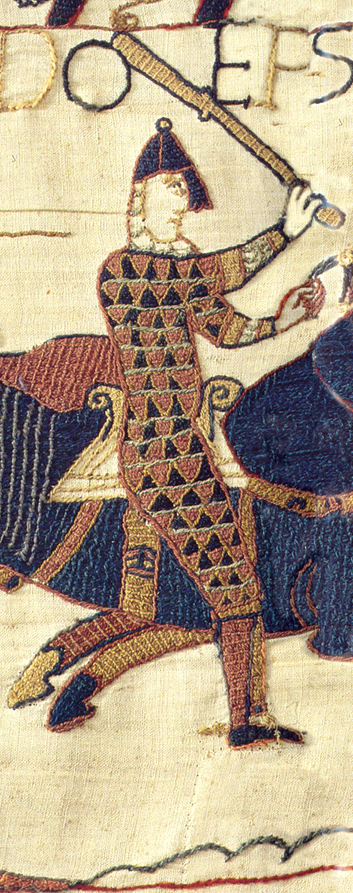
Odon de Bayeux, premier protecteur de Thomas. Tapisserie de Bayeux (détail).

Thomas est issu d'une famille normande. Sous la tutelle d'Odon, évêque de Bayeux, il est envoyé avec son frère Samson suivre ses études à Liège, ; il est également possible qu'il suive l'enseignement de Lanfranc alors que celui-ci est prieur à l'abbaye du Bec.
À son retour en Angleterre, il devient chapelain de l'évêque Odon, puis chanoine et trésorier de la cathédrale de Bayeux et membre du clergé ducal du duc de Normandie Guillaume le Bâtard, futur Guillaume le Conquérant, roi d'Angleterre. Chapelain royal après la conquête normande de l'Angleterre en 1066, il est nommé par le roi pour succéder à Ealdred à l'archevêché d'York.

## Lutte d'influence avec Cantorbéry

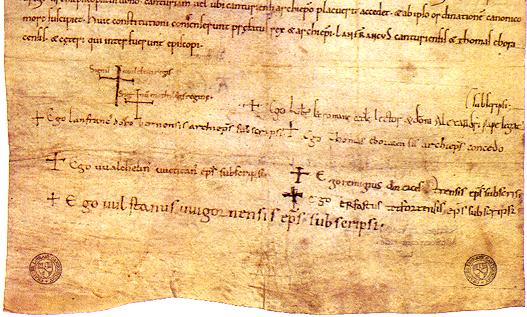
L'accord de Winchester, 1072. La signature de Thomas est à droite de celle de Lafranc.

La nomination de Thomas intervient le 23 mai 1070, et il est probablement consacré le 25 décembre de la même année. Sa nomination est inhabituelle pour Guillaume, qui préférait jusqu'alors promouvoir des nobles ou des moines normands ; le choix d'un chapelain royal est davantage en accord avec les pratiques anglaises.
Lanfranc est alors archevêque de Cantorbéry, et fait pression sur Thomas pour qu'il reconnaisse la primauté de Cantorbéry sur tous les archidiocèses, y compris donc celui d'York. Lanfranc bénéficie du soutien de Guillaume, et menace de ne pas consacrer Thomas s'il ne se soumet pas ; celui-ci finit par céder mais ne s'engage que par oral et uniquement auprès de Lanfranc,. C'est le début d'une très longue période de tension à ce sujet entre Cantorbéry et York.
La question est soumise à l'arbitrage du pape Alexandre II, qui la confie à son tour à un concile de prélats anglais qui se réunit à Windsor en 1072. Sous la double pression de Lanfranc et du roi Guillaume qui souhaite limiter l'influence d'York, craignant les tendances séparatistes du nord du pays, le concile tranche en faveur de Cantorbéry. Aux termes de l'accord de Winchester de 1072, toutes les prétentions du diocèse d'York sur les territoires du sud du Humber sont rejetées, même si l'Écosse est désormais intégrée dans la province d'York,. Néanmoins, l'obéissance que Thomas doit effectivement à Lanfranc et à ses successeurs ne s'étend pas aux futurs archevêques d'York, et n'entraîne pas de primauté officielle pour Cantorbéry.
Tout au long de son office, Thomas reste loyal à Guillaume puis à son successeur, son fils Guillaume II, y compris en opposition avec son ancien mentor Odon de Bayeux ; il en est de même pour le roi suivant Henri Ier.

## Réformes et grands travaux
Thomas procède à une réorganisation profonde du fonctionnement du chapitre de la cathédrale, en revoyant son système hiérarchique et en lui assurant de meilleures sources de revenus. Il réorganise également son diocèse en le divisant selon le modèle continental.
La cathédrale ayant été très endommagée par l'incendie de la ville en septembre 1069, Thomas y entreprend de vastes travaux mais qui sont sans doute temporaires puisqu'il ordonne, vers 1075, la construction d'une nouvelle cathédrale sur un autre site. Cette nouvelle église, qui n'existe plus aujourd'hui, est beaucoup plus grande que la précédente ; mais elle est probablement déjà achevée au moment de la mort de Thomas en 1100.

## Mort et postérité
Thomas meurt à York le 18 novembre 1100. Il laisse l'image d'un excellent archevêque, attentif à son clergé et soucieux du rayonnement de sa cathédrale comme de la prospérité de la ville d'York. Il n'oublie pas non plus de soutenir sa propre famille : l'un de ses neveux, Thomas II, devient à son tour archevêque d'York en 1108, et un autre, Richard, évêque de Bayeux en 1107.
Il ne s'implique pas particulièrement dans la querelle des investitures, mais il se montre toujours très virulent dans sa défense de l'indépendance du diocèse d'York face aux prétentions de celui de Cantorbéry.